# Краснооктябрьский район (Волгоград)

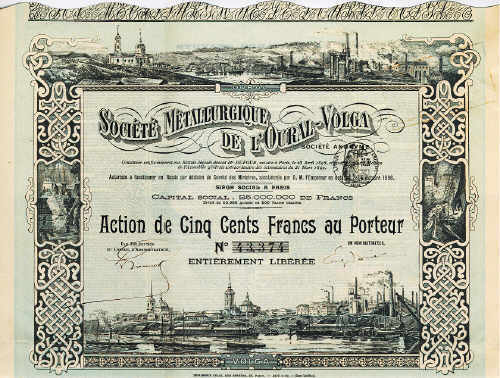
Акция Урало-Волжского акционерного металлургического общества

Краснооктя́брьский райо́н — единица административного деления города Волгоград. Получил название от металлургического завода «Красный Октябрь», располагающегося на его территории.
Глава администрации — Дронов Иван Владимирович (с 22.06.2017 г.)

## География
- Занимаемая площадь: 34,2 км2.
- Население: 153 тыс. чел., третье место среди районов города[2].

Краснооктябрьский район Волгограда граничит с Тракторозаводским, Центральным и Дзержинским районами города, а также с Городищенским районом Волгоградской области. Имеет выход к Волге и включает незаселённый остров Денежный на реке.
Разделён на 4 избирательных округа. Включает посёлки Вишнёвая Балка, Мансардный, Нижние Баррикады, Северный, Тир.

## История
Своим появлением район обязан металлургическому заводу «Урал-Волга» (ныне Волгоградский металлургический завод «Красный Октябрь»), ставшему впоследствии одним из основных градообразующих предприятий города. Завод построен «Урало-Волжским акционерным металлургическим обществом», образованным в Париже французскими предпринимателями в конце XIX века. Под его строительство у царицынской городской управы на 99 лет был арендован участок севернее Банного оврага
.
- 30 апреля 1897 года — торжественная закладка металлургического завода «Урал-Волга».
- 25 ноября 1898 года — первая плавка в мартеновском цехе завода.
- 1908 год — присоединение к Царицыну территории района, занимаемой заводом «Урал-Волга» с поселками Большая Франция, Малая Франция, Русская деревня.
- 1 июля 1915 года — открылась трамвайная линия на металлургический завод.
- 5 декабря 1922 года — металлургическому заводу присвоено наименование «Красный Октябрь».
- 1936 год — при разукрупнении Сталинграда район получил название «Краснооктябрьский».
- 23 августа 1942 года — массированная бомбардировка Сталинграда фашистской авиацией. В результате её и последующих длительных ожесточённых боёв весь район и завод были разрушены полностью (см. Сталинградская битва).
- 29 сентября — немцами оккупирован Краснооктябрьский район.
- 14 октября — немцами оккупирован Баррикадный район (часть современного Краснооктябрьского района).
- 2 февраля 1943 года — окончание Сталинградской битвы, освобождение района от оккупации.
- Март 1943 — начало восстановительных работ в районе.
- 31 июля 1943 — первая плавка на строящемся заново заводе «Красный Октябрь».
- Декабрь 1943 — начала действовать восстановленная линия трамвая от центра города до завода «Красный Октябрь».
- 1946—1948 годы — появление посёлков Мансардный и Северный.
- 1948 — на «Красном Октябре» закончилось восстановление мартеновских цехов до их довоенного производства. Награждение завода Орденом Трудового Красного Знамени.
- 15 октября 1953 года — упразднён Баррикадный район с передачей территории Краснооктябрьскому району.

## Население
| 1970     | 1979     | 1989     | 2002     | 2009     | 2010     | 2012     |
| -------- | -------- | -------- | -------- | -------- | -------- | -------- |
| 147 303  | ↗156 563 | ↗158 127 | ↘155 041 | ↘154 353 | ↘151 780 | ↘150 659 |
| 2013     | 2014     | 2015     | 2016     | 2017     | 2018     | 2019     |
| ↗150 912 | ↗150 959 | ↘150 211 | ↘149 210 | ↘147 114 | ↘145 979 | ↘144 870 |
| 2020     | 2021     |          |          |          |          |          |
| ↘143 832 | ↗146 649 |          |          |          |          |          |

## Транспорт
- Железнодорожный остановочный пункт на линии «Волгоград I» — «Разгуляевка», открытый в 1970 году[21].
- Трамваи 13, СТ, СТ2
- Троллейбусы 8а, 9, 9а, 10а, 12
- Автобусы 21, 25, 43, 59, 95, а также сезонный маршрут 7э
- Маршрутные такси

## Памятники и достопримечательности
Путеводитель «Объекты культурного наследия Краснооктябрьского района города Волгограда» в Викигиде (рус.)
- Памятник героям обороны Красного Царицына на площади Металлургов. Шестифигурная скульптурная композиция из бронзы.
- Памятник Михаилу Паникахе на пересечении проспекта Металлургов и улицы Таращанцев. Шестиметровая скульптура из кованой меди, изображающая объятого пламенем морского пехотинца в момент броска к фашистскому танку[22].
- Мемориальный ансамбль «Остров Людникова» в Нижнем посёлке завода «Баррикады». Место ожесточенных боёв 138-й Краснознамённой стрелковой дивизии под командованием полковника Людникова, которая отбила все атаки противника, находясь в полуокружении.
- Командный пункт 138-й стрелковой дивизии, входящий в «Остров Людникова». Сохранённые как мемориал развалины двухэтажного здания из красного кирпича.
- Памятные знаки в виде башен танков Т-34, обозначающие передний край обороны, сложившийся на 19 ноября 1942 года — день начала контрнаступления под Сталинградом. 7 из 17 таких знаков по всему Волгограду расположены в Краснооктябрьском районе.
- Места боевой славы и массовые братские захоронения воинов, погибших при обороне Сталинграда.
- Парк культуры и отдыха имени Гагарина с уникальным ботаническим садом. Точная дата открытия парка не известна, но точно известно, что уже на тогда давно существующей территории парка в 1936 году было завершено строительство дворца культуры, а парк именовался Аэропортовский, так как располагался на Аэропортовском переулке. После разрушения во время Второй мировой войны, благодаря силам рабочих завода Баррикады, парк был восстановлен, а здание дворца культуры к 1959 году и в 1961 году было переименовано в дворец культуры имени Ю. А. Гагарина. На территории парка есть братская могила солдат 308-й дивизии входящей в состав 62-й армии с установленным памятником на постаменте и окружён мемориалом с пофамильным списком солдат, которых удалось идентифицировать, а также памятник воинам афганцам. Последний аттракцион был закрыт в 2003 году. В настоящее время парк частично реставрируется.
- Остров Денежный на реке Волга, протянувшийся от посёлка Нижний тракторный до завода Баррикады. На его территории регулярно совершают находки древних монет исчезнувших государств Азии и Древней Греции.[23]

Вид Волгограда (Краснооктябрьский р-н) с Мамаева Кургана (2009)

## Набережная
Малая Французская набережная завода Дюмо
- Бывший Дворец Культуры завода «Красный Октябрь» в парке
- Дом науки и техники и музей завода «Красный Октябрь»
- Памятник О. Ковалёвой — первому сталевару-женщине в Сталинграде
- Плавательный бассейн «Искра»
- Стадион «Монолит»
- Спортивная база ФК «Ротор»[24][неавторитетный источник]

## Культура и спорт
- ГУК "Волгоградский государственный театр «Царицынская опера»
- Муниципальное учреждение культуры «Комплекс культуры и отдыха им. Ю. А. Гагарина»
- ДДК «имени 40 лет Октября»
- Государственный ансамбль песни и пляски «Казачья Воля»
- Тренировочная база «Ротор»
- Спортивный комплекс «Зенит»
- ВРОО «Ассоциация Глобального Таэквон-до Волгоградской области»
- Спортивный клуб «Волга»
- стадион «Арена-Альфа»
- Дворец спорта профсоюзов

## Вузы
- Волгоградская академия государственной службы
- Волгоградский юридический институт
- Филиал Российского государственного торгово-экономического университета
- Филиал Финансового университета при Правительстве Российской Федерации
- Филиал ННОУ Институт экономики и связей с общественностью
- НОУ Современная гуманитарная академия
- Волгоградский государственный экономико-технический колледж
- Филиал Московского государственного гуманитарно-экономического университета
- Филиал Архангельского «Института управления»

## Промышленность
- ЗАО Волгоградский металлургический завод «Красный Октябрь»
- ОАО "ЦКБ «Титан»
- ОАО "ПО «Баррикады»
- ОАО "Молочный завод № 3 «Волгоградский»